# Leroy King
Leroy Oliver King (Greenley, 24 dicembre 1921 – Fountain Valley, 8 agosto 2004) è stato un cestista statunitense, professionista nella NBL.

## Carriera
Giocò una stagione nella NBL, disputando 12 partite con 1,0 punti di media.